# Liste des sites Natura 2000 de la Vendée
Cet article recense les sites Natura 2000 de la Vendée, en France.

## Statistiques
La Vendée compte 20 sites classés Natura 2000. 12 bénéficient d'un classement comme site d'intérêt communautaire (SIC), 8 comme zone de protection spéciale (ZPS).

## Liste
| Site                                                                            | Type | Superficie (ha) | Fiche     | Coordonnées                        | Photo |
| ------------------------------------------------------------------------------- | ---- | --------------- | --------- | ---------------------------------- | ----- |
| Cavités à chiroptères de Saint-Michel-le-Cloucq et Pissotte                     | SIC  | +00 0006,5      | FR5202002 | 46° 29′ 05″ nord, 0° 45′ 50″ ouest |       |
| Côtes rocheuses, dunes, landes et marais de l'île d'Yeu                         | SIC  | +001 204,       | FR5200654 | 46° 42′ 10″ nord, 2° 21′ 30″ ouest |       |
| Dunes de la Sauzaie et marais du Jaunay                                         | SIC  | +001 138,       | FR5200655 | 46° 39′ 45″ nord, 1° 53′ 33″ ouest |       |
| Dunes, forêt et marais d'Olonne                                                 | SIC  | +002 889,       | FR5200656 | 46° 34′ 00″ nord, 1° 49′ 06″ ouest |       |
| Estuaire de la Loire Sud - baie de Bourgneuf                                    | SIC  | +049 441,       | FR5202012 | 47° 05′ 43″ nord, 2° 16′ 07″ ouest |       |
| Forêt de Mervent-Vouvant et ses abords                                          | SIC  | +000495,        | FR5200658 | 46° 30′ 11″ nord, 0° 44′ 28″ ouest |       |
| Marais breton, baie de Bourgneuf, île de Noirmoutier et forêt des Pays de Monts | SIC  | +052 420,       | FR5200653 | 46° 52′ 25″ nord, 2° 04′ 21″ ouest |       |
| Marais poitevin                                                                 | SIC  | +047 745,       | FR5200659 | 46° 25′ 03″ nord, 1° 07′ 58″ ouest |       |
| Marais de Talmont et zones littorales entre Les Sables-d'Olonne et Jard-sur-Mer | SIC  | +002 010,       | FR5200657 | 46° 25′ 57″ nord, 1° 38′ 42″ ouest |       |
| Pertuis charentais                                                              | SIC  | +456 027,       | FR5400469 | 46° 02′ 39″ nord, 1° 35′ 14″ ouest |       |
| Plateau de Rochebonne                                                           | SIC  | +009 715,       | FR5402012 | 46° 12′ 04″ nord, 2° 28′ 04″ ouest |       |
| Plateau rocheux de l'île d'Yeu                                                  | SIC  | +011 998,       | FR5202013 | 46° 42′ 17″ nord, 2° 26′ 11″ ouest |       |
| Dunes, forêt et marais d'Olonne                                                 | ZPS  | +002 889,       | FR5212010 | 46° 34′ 00″ nord, 1° 49′ 06″ ouest |       |
| Estuaire de la Loire - Baie de Bourgneuf                                        | ZPS  | +080 202,       | FR5212014 | 47° 05′ 43″ nord, 2° 16′ 07″ ouest |       |
| Marais breton, baie de Bourgneuf, île de Noirmoutier et forêt des Pays de Monts | ZPS  | +055 826,       | FR5212009 | 46° 52′ 25″ nord, 2° 04′ 21″ ouest |       |
| Marais poitevin                                                                 | ZPS  | +068 023,       | FR5410100 | 46° 21′ 01″ nord, 1° 06′ 21″ ouest |       |
| Pertuis charentais - Rochebonne                                                 | ZPS  | +819 258,       | FR5412026 | 46° 02′ 13″ nord, 1° 52′ 48″ ouest |       |
| Plaine calcaire du Sud Vendée                                                   | ZPS  | +006 701,       | FR5212011 | 46° 29′ 00″ nord, 0° 58′ 30″ ouest |       |
| Plaine de Niort Nord-Ouest                                                      | ZPS  | +017 040,       | FR5412013 | 46° 24′ 27″ nord, 0° 33′ 26″ ouest |       |
| Secteur marin de l'île d'Yeu jusqu'au continent                                 | ZPS  | +245 410,       | FR5212015 | 46° 35′ 56″ nord, 2° 15′ 06″ ouest |       |

## Annexe